# Tomasz Rojek
Tomasz Rojek OP (ur. 1973 w Warszawie) – polski dominikanin.
Był uczniem Państwowej Szkoły Muzycznej II st. im. Józefa Elsnera w Warszawie. Absolwent pedagogiki na Uniwersytecie Warszawskim. Z bratem Pawłem Rojkiem prowadził program telewizyjny 5-10-15. Wystąpił w filmie Andrzeja Wajdy Pierścionek z orłem w koronie.
W 2001 wstąpił do zakonu dominikanów, siedem lat później otrzymał święcenia kapłańskie. W zakonie autor ilustracji do książek Z Bogiem na czacie. Modlitewnik dla młodzieży Wojciecha Jędrzejewskiego OP i Prosta modlitwa Joachima Badeniego OP.
W przeszłości duszpasterz grupy charytatywnej Łanowa, dominikańskiego duszpasterstwa młodzieży „Baszta”oraz dominikańskiego duszpasterstwa młodzieży "szOPka". Obecnie mieszka we Wrocławiu, gdzie pełni funkcję duszpasterza formacji dorosłych.

## Filmografia
- 1992: Pierścionek z orłem w koronie jako Kastet

## Programy telewizyjne
- 1990-1999: 5-10-15 jako współprowadzący
- 2000: Polskie ABC gościnnie jako prowadzący
- 2000-2001: Rower Błażeja jako współpracownik

## Ilustracje do książek
- Z Bogiem na czacie. Modlitewnik dla młodzieży Wojciecha Jędrzejewskiego OP
- Prosta modlitwa Joachima Badeniego OP
- Wypisz Wymaluj. Święci dominikańscy